# Akbar Patel
Akbar Patel es un entrenador de fútbol de Mauricio.
En marzo de 2009 fue nombrado entrenador de la selección nacional de fútbol de Mauricio.

## Carrera
| Club                             | País     | Año         |
| -------------------------------- | -------- | ----------- |
| Selección de fútbol de Mauricio  | Mauricio | 2003        |
| Selección de fútbol de Mauricio* | Mauricio | 2007        |
| Selección de fútbol de Mauricio  | Mauricio | 2009 - 2014 |
| Selección de futbol de Mauricio  | Mauricio | 2018 - 2019 |

*Entrenador interino.

## Palmarés
| Título                   | Club                            | País     | Año  |
| ------------------------ | ------------------------------- | -------- | ---- |
| Juegos del Océano Índico | Selección de fútbol de Mauricio | Mauricio | 2003 |